# Johan George Betrem
Johan George Betrem (Den Haag, 21 maart 1899 - 16 juli 1980) was een Nederlands entomoloog.
Hij studeerde biologie aan de universiteit van Leiden, waar hij in 1928 promoveerde op het proefschrift "Monographie der indoaustralischen Scoliiden mit zoogeographischen Betrachtungen", een studie van de Scoliidae. Hij was fytopatholoog aan de Landbouwhogeschool Wageningen, maar nam er in 1929 ontslag, waarna hij naar Nederlands-Indië ging. In 1930 werd hij entomoloog van het landbouwproefstation in Malang op Java en in 1938 van het proefstation in Semarang. In de Tweede Wereldoorlog was hij krijgsgevangene van de Japanners. Na zijn repatriëring naar Nederland werd hij leraar aan de Middelbare Koloniale Landbouwschool te Deventer, later de Rijks Hogere School voor Tropische Landbouw (tegenwoordig onderdeel van de Hogeschool Van Hall Larenstein). Hij bleef verbonden aan die school tot aan zijn pensioen in 1964.

## Taxa
Betrem was een internationaal expert op het gebied van de Scoliidae, maar hij beschreef ook andere insectensoorten waaronder kevers (Horia gahani, Horia blairi ...), mieren (Formica nigropratensis), sluipwespen (Euchalinus sundaicus, Takastenus djampangensis ...) en vliesvleugeligen (Scolia asiella).